# Jacques Corbineau
Jacques Corbineau (fl. XVII secolo) è stato un architetto francese.
Fu assunto da Carlo II di Cossé per il restauro e la ricostruzione del castello di Brissac, che avrebbe dovuto essere distrutto e ricostruito in stile barocco. I lavori, però, si fermarono nel 1621 alla morte del duca.
Fu tra i maestri costruttori che, tra il 1626 e il 1630, costruirono le grandi volte della cattedrale di Nantes. Il 27 marzo 1631 il transetto meridionale della chiesa fu dedicato ad un gruppo di costruttori che si erano impegnati nel completamento dell'opera in tre anni, tra cui Corbineau e Léonard Malherbe.